# تلفزيون نابلس
تلفزيون نابلس قناة تلفزيونية أرضية محلية فلسطينية، تبث من نابلس، انطلق بث التلفزيون بتاريخ 8 مايو 1994.

## تاريخ
برزت الفكرة أثناء احتفالات جامعة النجاح الوطنية بذكرى اليوبيل الماسي عام 1992 ببث تجريبي داخل أسوار الجامعة ضمن معرض الإنجازات الطلابية في قسم الإلكترونيات، وكان هذا البث أول بث تلفزيوني فلسطيني داخل فلسطين، وتوسعت الفكرة ليرى المشروع النور في بدايات عام 1994، وقد تأخر البث بسبب وجود الاحتلال الإسرائيلي الذي كان يرى في موضوع البث مخالفة أمنية، ولكن بعد مؤتمر مدريد واتفاقيات أوسلو حصل تراخي من قبل السلطات في موضوع البث مما مكن من بدء البث التجريبي باسم تلفزيون نابلس في 8 مايو 1994 ، وكان يعد إنجازا نوعياً على المستوى المحلي كأول محطة محلية تبث في مدينة نابلس، وحصل تلفزيون نابلس على ترخيص مؤقت للبث من وزارة الإعلام في السلطة الوطنية الفلسطينية مثل باقي المحطات الأخرى بعد دخول السلطة، ويغطي بثه الآن معظم محافظة نابلس وجزء مهم من المحافظات المجاورة، وبسبب الطبيعة الجغرافية لمدينة نابلس وكون القمم الجبلية ما زالت تخضع للتصنيف C تأخر توسيع البث بشكل كبير.

### الانتفاضة الثانية
تعرض التلفزيون لخسائر شديدة خلال انتفاضة الأقصى التي ابتدأت في نهايات عام 2000 كان أكبرها الاجتياح الإسرائيلي نابلس للمدينة في شهر نيسان 2002 والتي أدت لتوقف بث التلفزيون من 3 نيسان وحتى 26 من نفس الشهر ريثما تمكن الطاقم الفني للتلفزيون من تأمين قطع الغيار اللازمة للأجهزة المتضررة وإعادة تشغيلها من جديد. وفي تاريخ 7 فبراير 2001 قصفت قوات الاحتلال بالرشاشات الثقيلة محطة التقوية التابعة لتلفزيون نابلس في منطقة الضاحية مما أدى لتدميرها بالكامل. وفي 3 يوليو 2006 اقتحمت قوات الاحتلال مقر التلفزيون واحتجزت العاملين فيه وعطلت البث لمدة 10 ساعات
قام تلفزيون نابلس بدور إعلامي اجتماعي مميز خلال منع التجول والظروف الصعبة التي مرت بها المدينة منذ بداية شهر نيسان 2002 وحتى الشهور الأولى من عام 2004، فمثل متنفس متميز للمواطنين أثناء الحصار، وتم اعتماده من وزار التربية والتعليم وجامعة النجاح والغرفة التجارية نابلس وبلدية نابلس خلال الشهور الطويلة من منع التجول في عام 2002 كوسيلة تواصل بين هذه المؤسسات والمجتمع المحلي، بالإضافة لكونه المصدر الرئيسي والوحيد للأخبار المحلية المصورة خلال الحصار.

## البث حالياً
يبث تلفزيون نابلس الآن 17 ساعة يومياً، تمتد من الثامنة صباحاً حتى الواحدة بعد منتصف الليل، ويشمل البث باقة منوعة من البرامج المحلية، ويعتبر تلفزيون نابلس من المحطات المحلية القليلة في فلسطين التي حافظت على إنتاج البرامج المحلية ونشرات الأخبار اليومية خلال الأوضاع الصعبة التي مرت على فلسطين في عامي 2002 و2003 ولم تقم بإعادة أخبار المحطات الفضائية كتخفيض للتكاليف مثل معظم المحطات الأخرى، وتمتاز برامج تلفزيون نابلس بالنسبة المميزة من البرامج المحلية الإخبارية والترفيهية والبرامج المختلفة التي تعني بقضايا المجتمع المحلي.

## تطوير البث
قام تلفزيون نابلس بتنفيذ مشروع تطوير كبير في مساحة البث والتغطية ضاعف عدد السكان الذين يستطيعون التقاط البث عدة مرات ، بالإضافة لتطوير المعدات كماً ونوعاً بهدف زيادة إمكانية إنتاج برامج محلية تلبي متطلبات المجتمع المحلي نوعاً وكما. حيث يتم اليوم استخدام التقنيات الرقمية وأنظمة البث المحوسب في كافة مجالات العمل من تصوير ومونتاج وتنظيم البث.

## وصلات خارجية
- الموقع الرسمي